# Unió de Partits Comunistes - Partit Comunista de la Unió Soviètica
La Unió de Partits Comunistes - Partit Comunista de la Unió Soviètica (PCUS-UCP) - en rus: Союз коммунистических партий — КПСС; СКП — КПСС; SKP — KPSS - és un grup de partits comunistes pertanyents a diferents països de l'antiga Unió Soviètica. Guennadi Ziugànov és el president de l'organització des de 2001, quan va reemplaçar Oleg Xenin. Ziugànov és, alhora, president del Partit Comunista de la Federació Russa.

## Integrants
Els partits polítics que integren aquesta organització són: 
- Partit Comunista d'Abkhazia
- Partit Comunista d'Armènia
- Partit Comunista de l'Azerbaidjan
- Partit Comunista de Belarús
- Partit Comunista d'Estònia
- Partit Comunista del Kazakhstan
- Partit Comunista del Kirguizstan
- Partit Comunista de la Federació Russa
- Partit dels Comunistes de la República de Moldàvia
- Partit Comunista de Letònia
- Partit Comunista de Lituània
- Partit Comunista d'Ossètia del Sud
- Partit Comunista d'Ucraïna
- Partit Comunista Unit de Geòrgia
- Partit Comunista de l'Uzbekistan
- Partit Comunista del Tadjikistan
- Partit Comunista Transnistrià
- Partit Comunista del Turkmenistan